# Faroa duvigneaudii
Faroa duvigneaudii är en gentianaväxtart som beskrevs av Jacques Ernest Joseph Lambinon. Faroa duvigneaudii ingår i släktet Faroa och familjen gentianaväxter. Inga underarter finns listade i Catalogue of Life.